# Passion d'amour
Pour plus de détails, voir Fiche technique et Distribution.
 Passion d'amour  (Passione d'amore) est un film italien réalisé par Ettore Scola et sorti en 1981.
Il est tiré de Fosca, le plus célèbre roman d’Iginio Ugo Tarchetti, paru sous la forme d’un feuilleton dans la revue Il pungolo en 1869 et publié dans un volume la même année. Il est l'un des romans les plus représentatifs de Scapigliatura, ce mouvement littéraire contestataire du nord de l’Italie autour des années 1860. Iginio Ugo Tarchetti est mort alors qu’il lui restait encore trois chapitres à écrire qui ont été terminés par son ami Salvatore Farina.
Le livre a été édité chez Plon en 1981, et réédité en 2009 aux Éditions du Sonneur. Le film, fidèle au livre dans l'ensemble, en modifie la fin, dont il accentue l'effet dramatique. Plus encore qu'une réflexion sur la beauté et l'amour, livre et film décortiquent le mécanisme de la passion.
Le film a été présenté au 34e Festival de Cannes. (1981)

## Synopsis
Giorgio (Bernard Giraudeau), un militaire de carrière, décide de coucher sur le papier les souvenirs d'une période particulièrement douloureuse de sa vie, cinq années plus tôt, caractérisée par l'amour de deux femmes que tout oppose : Clara et Fosca.
Le jeune soldat raconte : pendant l'hiver 1862, Giorgio vit une histoire d'amour tendre avec Clara (Laura Antonelli), une jeune femme pleine de beauté et de vertu, bien que celle-ci soit mariée et ait un fils. L'idylle ne dure que deux mois, car Giorgio est promu au grade de capitaine dans une nouvelle affectation, quelque part dans une zone frontalière et montagneuse.
Stationné dans une petite ville, Giorgio prend ses repas à la table du colonel, commandant de la garnison (Massimo Girotti). C'est là que le jeune homme fait la connaissance de Fosca (Valeria D'Obici), la cousine du colonel. Elle est décrite par le médecin Major (Jean-Louis Trintignant) comme « la maladie personnifiée », « l'hystérie faite femme », « miracle vivant du système nerveux ». Fosca est une femme d'une laideur rare, souffrant d'une maladie nerveuse grave, en proie à des crises hystériques, mais qui possède en même temps une sensibilité aiguë et une culture raffinée. Giorgio est mal à l'aise avec les tentatives de rapprochement de Fosca et repousse dignement ses avances. Cependant, le médecin a compris la situation et voit la santé de Fosca vaciller de plus en plus ; il invite Giorgio à ne pas l'éconduire, à jouer la comédie. Celui-ci noue donc avec elle, et malgré lui, un lien sentimental étrange et morbide.
De cette relation, Fosca semble tirer une nouvelle vigueur et se remettre presque de sa maladie, au détriment toutefois de Giorgio, qui se sent dépérir, terrassé par une fièvre élevée et persistante. Le médecin major, se rendant compte de l'erreur qu'il a commise en laissant Giorgio se rapprocher de Fosca, obtient pour le jeune homme un congé de 40 jours. Giorgio en profite pour retrouver sa maîtresse. Il ne lui fait pas mystère des circonstances, du « monstre » qu'est Fosca, mais Clara a pitié de Fosca et encourage en catimini son amant à se rapprocher de cette dernière.
Le médecin, à qui Giorgio a déclaré son amour pour Fosca, prévoit le pire et cherche à éloigner à tout prix l'une et l'autre : il obtient par relations son transfert définitif vers une autre affectation. La dépêche contenant l'ordre de transfert de Giorgio est remise à la maison du colonel pendant la fête de Noël, à laquelle tous les officiers du détachement sont présents ainsi que leurs épouses. Fosca, en apprenant la nouvelle, est prise d'une crise d'hystérie, hurlant son désespoir et son amour pour le capitaine au milieu de la stupéfaction des invités et de l'effarement du colonel, jusqu'ici ignorant de la passion morbide de sa cousine pour le jeune homme. Le colonel se méprend sur les bonnes intentions et la pitié de Giorgio ; se sentant offensé et trompé, il le provoque en duel à l'aube du lendemain matin. Le même soir, Giorgio, désormais obsédé par cette relation amoureuse, se rend dans la chambre de Fosca et lui déclare sa passion. La jeune femme, sachant que cette relation physique et émotive lui sera fatale, passe malgré tout la nuit avec son bien-aimé.
Le lendemain matin, lors du duel, le jeune homme blesse gravement le colonel d'un coup de pistolet, mais il est immédiatement saisi d'une crise d'hystérie, victime de la même maladie que Fosca, qui, elle, mourra trois jours plus tard, définitivement épuisée par la nuit passée avec son amant.
Giorgio, maintenant épuisé et affaibli par sa maladie, termine son histoire dans une taverne devant un nain difforme, sceptique et sarcastique qui, après avoir écouté l'histoire, s'en va en riant et en se moquant bruyamment de l'histoire absurde de Giorgio et Fosca, car personne ne peut aimer une femme laide.

## Fiche technique
- Réalisation : Ettore Scola
- Scénario : Ruggero Maccari, d'après le roman Fosca d'Iginio Ugo Tarchetti
- Production : Franco Committeri
- Montage : Raimondo Crociani
- Musique : Armando Trovajoli
- Costumes : Gabriella Pescucci
- Pays de production :  Italie
- Genre : drame
- Durée : 117 minutes
- Dates de sortie :
  -  Italie : 7 mai 1981
  -  France : 16 mai 1981 (Festival de Cannes) ; 16 septembre 1981 (sortie nationale)

## Distribution
- Bernard Giraudeau : capitaine Giorgio Biachetti
- Valeria D'Obici : Fosca
- Laura Antonelli (VF : Béatrice Delfe) : Clara
- Massimo Girotti : le Colonel
- Bernard Blier : le Major
- Jean-Louis Trintignant : le médecin major
- Gerardo Amato : le lieutenant Baggi
- Sandro Ghiani : l'ordonnance de Giorgio
- Saverio Vallone : le lieutenant Biondo
- Alberto Incrocci : le capitane Rivolti
- Rosaria Schemmari : la servante de Fosca

## Adaptation au théâtre
- En 1994, le film sert de base à la création de Passion, une comédie musicale de Stephen Sondheim (musique) et James Lapine (livret) présentée sur Broadway.

## Source de traduction
- (it) Cet article est partiellement ou en totalité issu de l’article de Wikipédia en italien intitulé « Passione d'amore (film) » (voir la liste des auteurs).